# 曾文 (海军)
曾文（1920年11月—2000年），原名双全，又名毓泉，广东惠阳淡水义安围人。中国人民解放军海军正军职领导干部。南海舰队政治部主任。

## 生平
1938年春参加香港惠阳青年会。1938年10月参加香港惠阳青年会第三批回乡救亡工作团，先后在坪山、多祝等地开展抗日救亡运动。1939年加入中国共产党。
1946年5月奉调军事调处执行部第8执行小组（广东）任江北支组联络官，监督执行“双十协定”，全面贯彻停战令，保障了东江纵队江北部队的集结、北撤。6月26日随东江纵队北撤山东后，入华东军政大学学习。1949年秋，随两广纵队南下，任两广纵队炮兵团副政委兼政治处主任。
中华人民共国成立后，1950年5月任广东军区珠江军分区炮兵团政委、1951年1月15日任万山独立水警区政治部主任、1952年6月任海军万山警备团政委、兼中共珠海县委第一书记。后任海军榆林基地政治部主任、海军川岛水警区政委、1964年10月广州海军军医学校筹建负责人等职。1972年恢复工作，在海军后勤部主持思想政治工作。1975年秋任南海舰队政治部副主任、主任。
1955年被授予海军中校军衔，1962年晋升海军上校。1983年冬被选为广东省政协常委。1988年离职休养。